# 平善棟
平 善棟（たいら の よしむね/善棟王（よしむねおう））は、平安時代初期の賜姓皇族。桓武天皇の第三皇子である一品・葛原親王の次男。官位は従四位下。

## 経歴
天長2年（825年）正月に二世王の蔭位により無位から従四位下に直叙される。同年7月には父・葛原親王の上奏により、兄・高棟王らと共に平朝臣姓を与えられ臣籍降下した。天長6年（829年）6月22日卒去。兄弟達とは異なり、記録に残る子孫はいなかった。

## 官歴
『日本後紀』による。
- 天長2年（825年）正月4日：従四位下（直叙）。7月6日：臣籍降下（平朝臣姓）
- 天長6年（829年） 6月22日：卒去（従四位下）